# Expedição 68
Expedição 68 foi a 68ª missão de longa duração na Estação Espacial Internacional. Ela começou com a partida da Soyuz MS-21 no dia 29 de setembro de 2022, com Samantha Cristoforetti assumindo o comando.

## Tripulação
| Voo                                         | Tripulante             | Incremento 68a     | Incremento 68b    | Incremento 68c            | Incremento 68d     |
| Voo                                         | Tripulante             | 29 Set-6 Out. 2022 | 6-14 Out. 2022    | 14 Out. 2022-27 Fev. 2023 | 27 Fev - Mar. 2023 |
| ------------------------------------------- | ---------------------- | ------------------ | ----------------- | ------------------------- | ------------------ |
| Soyuz MS-22/68S (Retornarão na Soyuz MS-23) | Sergey Prokopyev       | Engenheiro de voo  | Engenheiro de voo | Comandante                | Comandante         |
| Soyuz MS-22/68S (Retornarão na Soyuz MS-23) | Dmitriy Petelin        | Engenheiro de voo  | Engenheiro de voo | Engenheiro de voo         | Engenheiro de voo  |
| Soyuz MS-22/68S (Retornarão na Soyuz MS-23) | Francisco Rubio        | Engenheiro de voo  | Engenheiro de voo | Engenheiro de voo         | Engenheiro de voo  |
| SpaceX Crew-4                               | Samantha Cristoforetti | Comandante         | Comandante        | Fora da estação           | Fora da estação    |
| SpaceX Crew-4                               | Kjell Lindgren         | Engenheiro de voo  | Engenheiro de voo | Fora da estação           | Fora da estação    |
| SpaceX Crew-4                               | Bob Hines              | Engenheiro de voo  | Engenheiro de voo | Fora da estação           | Fora da estação    |
| SpaceX Crew-4                               | Jessica Watkins        | Engenheira de voo  | Engenheira de voo | Fora da estação           | Fora da estação    |
| SpaceX Crew-5                               | Nicole Mann            | Fora da estação    | Engenheira de voo | Engenheira de voo         | Engenheira de voo  |
| SpaceX Crew-5                               | Josh Cassada           | Fora da estação    | Engenheiro de voo | Engenheiro de voo         | Engenheiro de voo  |
| SpaceX Crew-5                               | Koichi Wakata          | Fora da estação    | Engenheiro de voo | Engenheiro de voo         | Engenheiro de voo  |
| SpaceX Crew-5                               | Anna Kikina            | Fora da estação    | Engenheira de voo | Engenheira de voo         | Engenheira de voo  |
| SpaceX Crew-6                               | Stephen Bowen          | Fora da estação    | Fora da estação   | Fora da estação           | Engenheiro de voo  |
| SpaceX Crew-6                               | Warren Hoburg          | Fora da estação    | Fora da estação   | Fora da estação           | Engenheiro de voo  |
| SpaceX Crew-6                               | Sultan Al Neyadi       | Fora da estação    | Fora da estação   | Fora da estação           | Engenheiro de voo  |
| SpaceX Crew-6                               | Andrei Fediaev         | Fora da estação    | Fora da estação   | Fora da estação           | Engenheiro de voo  |